# Sustainable Agriculture Network
Das Sustainable Agriculture Network (SAN) ist eine Organisation in Costa Rica, die 1997 gegründet wurde. Sie zertifiziert angeblich landwirtschaftliche Betriebe, die nachhaltig wirtschaften. SAN arbeitet eng mit der Rainforest Alliance zusammen.
Der Organisation wird vorgeworfen, Unternehmen beim Greenwashing zu unterstützen.
2010 wurde ein Büro in Mexiko eröffnet.